# Brooke Scullion
Brooke Scullion, znana tudi kot Brooke, irska pevka * 31. marec 1999.

## Glasbena kariera

### The Voice UK:
Leta 2020 je bila izbrana za nastop v oddaji The Voice UK pod vodstvom Meghan Trainor. Na avdicijah na slepo je zapela priredbo »Bruises«, s čimer si je na koncu prislužila vse štiri glasove. V finalu se je uvrstila na tretje mesto.

### Pesem Evrovizije:
Januarja 2022 je bila Brooke razglašena za enega od šestih finalistov, ki so potegovali za predstavnika Irske na tekmovanju za pesem Evrovizije 2022. Dne 4. februarja je bila razglašena za zmagovalko ter postala predstavnica Irske na Pesmi Evrovizije 2022. Brooke je zastopala Irsko na s pesmijo »That's Rich«. Nastopila je v drugem polfinalu, kjer je zasedla 15. mesto s 47 točkami, vendar se ni uvrstila v finale.

### Dancing with the Stars
Od januarja do marca 2023 je bil Scullion tekmovala v šesti sezoni Zvezde plešejo (Dancing with the Stars). Prvotno je plesala z Mauriziem Benenatom, vendar je moral Benenato v tretjem tednu zapustiti šov zaradi osebnih razlogov. Njen novi partner je postal Robert Rowiński. Scullion in Rowiński sta na koncu prišla do finala in končala na drugem mestu tik za Carlom Mullanom in Emily Barker.

## Diskografija

### EP
| Naslov        | Podrobnosti                                                                                    |
| ------------- | ---------------------------------------------------------------------------------------------- |
| Chaotic Heart | - Objavljeno: 30. septembra 2022 - Založba: V2 Records - Formati: digitalni prenos, pretakanje |

### Pesmi
| Naslov                                                                                | Leto | Najvišje uvrstitve na lestvici | Album ali EP  |
| Naslov                                                                                | Leto | IRE                            | Album ali EP  |
| ------------------------------------------------------------------------------------- | ---- | ------------------------------ | ------------- |
| »Attention«                                                                           | 2020 | —                              | Chaotic Heart |
| »That's Rich«                                                                         | 2022 | 54                             | Chaotic Heart |
| »Tongues«                                                                             | 2022 | —                              | Chaotic Heart |
| »Heartbreaker«                                                                        | 2022 | —                              | Chaotic Heart |
| »Come Alive«                                                                          | 2023 | —                              | —             |
| »Being Alone«                                                                         | 2023 | —                              |               |
| »Overload«                                                                            | 2023 | —                              |               |
| »Love Bomb«                                                                           | 2024 | —                              |               |
| »—« označuje posnetek, ki ni bil uvrščen na lestvico ali ni bil izdan na tem ozemlju. |      |                                |               |

## Sklic
1. ↑  https://www.escunited.com/ireland-five-things-to-know-about-brooke-scullion/
2. ↑  »Brooke wins 'Eurosong' and will represent Ireland at Eurovision 🇮🇪«. Eurovision.tv. 4. februar 2022.
3. ↑  »Ireland: Interview with Brooke Scullion | The Voice UK, Meghan Trainor and her competing at the first Irish national final in years!«. Eurovision News | Music | Fun (v ameriški angleščini). 30. januar 2022. Pridobljeno 4. februarja 2022.
4. ↑  »Brooke Scullion on That's Rich: "When was the last time you heard an Irish Eurovision entry sound like this?"«. www.officialcharts.com (v angleščini). Pridobljeno 4. februarja 2022.
5. ↑  »Brooke wins 'Eurosong' and will represent Ireland at Eurovision 🇮🇪«. 4. februar 2022. Pridobljeno 4. februarja 2022.
6. ↑  »Brooke Scullion to represent Ireland in Eurovision« (v angleščini). 4. februar 2022.
7. ↑  Moloney, Eoghan (12. maj 2022). »Ireland fail to qualify for Eurovision final despite brilliant Brooke Scullion performance of 'That's Rich'«. Irish Independent. Arhivirano iz prvotnega spletišča dne 12. maja 2022. Pridobljeno 12. maja 2022.
8. ↑  »The first four contestants for DWTS have been revealed«. RTÉ (v angleščini). 1. december 2022. Arhivirano iz prvotnega spletišča dne 2. decembra 2022. Pridobljeno 2. decembra 2022.
9. ↑  Tunney, Liam (16. januar 2023). »Singer Brooke Scullion feeling 'amazing' as she tops Dancing With The Stars leaderboard«. Belfast Telegraph (v britanski angleščini). Arhivirano iz prvotnega spletišča dne 29. decembra 2023. Pridobljeno 14. aprila 2024.
10. ↑  Power, Ed (26. februar 2023). »Dancing with the Stars week 8: Shane Byrne's luck runs out as Brooke Scullion edges closer to victory«. The Irish Times. Arhivirano iz prvotnega spletišča dne 6. junija 2024. Pridobljeno 14. aprila 2024.
11. ↑  »DWTS Grand Finale: Carl Mullan crowned champion!«. RTÉ. 20. marec 2023. Arhivirano iz prvotnega spletišča dne 16. januarja 2024. Pridobljeno 14. aprila 2024.
12. ↑  »Chaotic Heart - EP by Brooke«. Spotify. Pridobljeno 20. junija 2024.
13. ↑  »IRMA – Irish Charts«. Irish Recorded Music Association. Arhivirano iz prvotnega spletišča dne 26. decembra 2018. Pridobljeno 28. maja 2022.